# Pavol Demeš
Pavol Demeš (* 1956, Vráble) je občanský aktivista, bývalý ministr mezinárodních vztahů SR, spoluzakladatel SAIA – SCTS pro třetí sektor, fotograf a politický analytik.

## Životopis
Základní školu a gymnázium absolvoval v rodných Vráblech. Později studoval na Přírodovědecké fakultě UK v Bratislavě. V roce 1980 úspěšně absolvoval Karlovu Univerzitu v Praze, kde získal doktorát. Po skončení studia v Praze působil 10 let v biomedicínském výzkumu na Univerzitě Komenského v Bratislavě. Od března 1997 byl ředitelem SAIA – SCTS, v letech 1993–1996 řídil Odbor zahraniční politiky Kanceláře prezidenta Slovenské republiky, zároveň byl poradcem prezidenta SR Michala Kováče. V letech 1991–1992 se stal Ministrem mezinárodních vztahů SR. V letech 2000–2010 byl ředitelem pro střední a východní Evropu americké nevládní organizace German Marshall Fund. V současnosti působí jako zahraničněpolitický analytik, spolupracuje s nevládními organizacemi na Slovensku i v zahraničí. Má dva bratry Michala a Martina. Spolu s manželkou mají dvě děti Davida a Barboru.

## Fotografické výstavy
Pavol Demeš fotografuje už více než 30 let a měl více než 30 výstav po celém světě. Výběr výstav:
- Svět lidských tváří (místa: Bratislava, Tokio, Praha, Budapešť, Bělehrad, Mostaru, Mobile, Řím... 1995)
- Živá voda mrtvé moře (Košice, 2011)
- Pavel z Tarzu (místa: Bratislava, Rím, Košice... 2012)
- Po stopách sv. Cyrila a Metoděje (místa: SNM Bratislavský hrad, 2013)
- Štefan Nécsey (1870–1902) – malíř a obdivovatel přírody (Levice, 2010)

### Publikace
- DEMEŠ, Pavol: Kolektívny portrét. Bratislava, 2012.
- DEMEŠ, Pavol, MOJŽITA, Miroslav: Sarajevo. Kalligram Bratislava, 2010.
- DEMEŠ, Pavol: Priateľ, partner, spojenec: príbeh slovensko-amerických vzťahov od nežnej revolúcie dodnes. Bratislava 2010.
- DEMEŠ, Pavol: Občianska advokácia, alebo, Ako dosiahnuť spoločenskú zmenu. Bratislava 2000.